# Clanul sicilienilor

Afișul original al filmului

Clanul sicilienilor (în franceză Le clan des siciliens) este un film polițist din 1969, regizat de Henri Verneuil și în care rolurile principale sunt interpretate de Jean Gabin, Lino Ventura și Alain Delon. Filmul a avut un mare succes comercial ca urmare a participării a trei dintre cei mai mari actori francezi de film ai momentului.
Subiectul filmului este furtul unor bijuterii. Capturat de polițiștii francezi, Roger Sartet (Alain Delon), un gangster cu multiple legături în lumea interlopă, este ajutat să evadeze de către mafia siciliană condusă de Vittorio Manalese (Jean Gabin). Roger trebuie să îi ajute la furtul unor bijuterii expuse la Roma. Dar lucrurile se complică și Roger se trezește prins între comploturile mafiote și neiertătoarea justiție.
Muzica de film a fost compusă de compozitorul italian Ennio Morricone. Tema principală este o variație a piesei Preludiu și fugă în A minor a lui Johann Sebastian Bach.

## Rezumat
La Paris, hoțul de bijuterii însetat de sânge Roger Sartet (Alain Delon) evadează din arest cu ajutorul familiei Manalese, un clan mafiot sicilian mic, dar bine organizat, condus de patriarhul Vittorio (Jean Gabin) și care-i include și pe fiii săi, Aldo (Yves Lefebvre) și Sergio (Marc Porel), precum și pe ginerele Luigi (Philippe Baronnet). În timp ce se afla în închisoare, Sartet cunoaște un electrician (Christian de Tillière), care a fost implicat în crearea unui sistem de securitate complicat la o expoziție de diamante din Roma - electricianul se întorsese acasă mai devreme, fără să anunțe, și-a surprins soția în pat cu un amant și i-a împușcat pe amândoi! Neobișnuit cu viața la închisoare, el s-a împrietenit cu Sartet și încetul cu încetul l-a pus la punct pe acesta cu detaliile sistemului de securitate.
Vittorio și un prieten mafiot, Tony Nicosia (Amedeo Nazzari) din New York, se duc la expoziție doar pentru a afla că au fost aduse modificări sistemului de securitate, ceea ce face jaful simplu mai dificil. În plus, sala de expoziție este în apropiere de postul local de poliție! Nicosia vine în schimb cu un plan pentru a fura diamantele în timp ce acestea urmau să fie transportate către o altă expoziție la New York și-l trimite pe Jack (Sydney Chaplin), un bețiv, pentru a pune la punct detaliile jafului.
Între timp, comisarul Le Goff (Lino Ventura) îl urmărește pe Sartet cu o determinare dezlănțuită - gangsterul îi ucisese doi oameni de-ai săi în timpul precedentei arestări. Bănuind că Sartet are nevoie de acte false pentru a părăsi țara, investigațiile lui Le Goff îl conduc la Manalese și la afacerile acestuia care servesc drept paravan pentru activitățile lor ilegale. În timp ce el îl interoghează pe  Vittorio, Sartet fuge din clădire cu o mașină, chiar sub nasul lui Le Goff.
Jeanne (Irina Demick), soția lui Aldo (fiul lui Vittorio), devine tot mai fascinată de Sartet. Ea s-a simțit întotdeauna stingheră ca singura persoană franceză din cadrul clanului sicilian. Cât timp gangsterul francez a stat ascuns într-o vilă din apropierea frontierei italiane, ea i-a atras atenția lui Sartet făcând plajă goală, dar cei doi au fost surprinși sărutându-se de către Roberto, fiul lui Luigi (César Chauveau), în vârstă de șase ani. Jeanne îl pune pe băiat să promită că nu va spune numănui ce a văzut.
La Roma, banda îl răpește pe Edward Evans, omul care urma să supravegheze transferul diamantelor la New York. Sartet îi ia locul în avion și se alătură celorlalți oficiali care însoțesc diamantele în timpul zborului programat la New York via Paris. Printre pasagerii care urcă în avion la Paris sunt Jack, Jeanne, Vittorio și fiii lui. Planurile sunt pe punctul de a eșua, atunci când soția lui Evans (Sally Nesbitt) sosește la aeroport și chiar urcă în avion pentru a-și căuta soțul, dar Vittorio o face să creadă că soțul ei se va afla într-un alt avion.
Încercând să-și contacteze soțul la hotelul din Roma unde acesta se cazase și spunându-i-se că soțul ei plecase de acolo, doamna Evans se duce la poliție. La poliție, ea îl identifică pe Sartet ca fiind unul dintre bărbații pe care i-a văzut în avion în timp ce acesta făcuse escală la Paris. Aflând că inamicul său părăsise țara și bănuind ce urma să facă acesta, Le Goff cere o țigară, deși se lăsase de fumat cu ceva timp în urmă.
Între timp, avionul își continua coborârea spre New York, atunci când banda deturnează brusc aeronava. Echipajul este ținut sub amenințarea armelor, iar Jack, un fost pilot, trece la manșă pe post de copilot.
Avertizat de sosirea iminentă a lui Sartet în America, poliția locală sosește la aeroport, dar avionul survolează orașul New York și aterizează pe o autostradă, care era închisă circulației. Alți mafioți așteaptă în mașini. Ei descarcă diamantele din avion și se despart, Jack se duce în Canada și Manalese la Paris. Intenționând să se mute la Veracruz, Sartet se ascunde în New York, în timp ce își aștepta partea lui de pradă.
Reveniți acasă, cei din familia Manalese urmăresc într-o seară un film la televizot în care este o scenă cu un cuplu care se sărută pe plajă. Roberto spune că personajele din scenă "seamănă cu mătușa Jeanne și domnul Sartet". Jeanne neagă acest lucru, dar ceilalți nu vor să o creadă. Ei îl ademenesc pe Sartet la Paris spunând că-i vor da acolo partea lui de pradă. Jeanne îi spune surorii lui Sartet, Monique (Danielle Volle), să-l avertizeze că va fi atras într-o capcană. Monique se duce la aeroport, iar poliția îi depistează pe băieții lui Manalese care sunt ulterior arestați de către Le Goff și oamenii săi care o supravegheau pe Monique.
Sartet sosise însă cu o cursă aeriană care aterizase mai devreme. El îl contactează pe Vittorio, cerându-și partea de pradă. Ei se întâlnesc într-un loc de la marginea orașului, unde Vittorio îi împușcă mortal pe Jeanne și pe Sartet. Apoi, el se întoarce acasă, doar pentru a fi arestat de către Le Goff.

## Distribuție
- Jean Gabin - Vittorio Manalese
- Alain Delon - Roger Sartet
- Lino Ventura - comisarul Le Goff
- Irina Demick - Jeanne Manalese
- Elisa Cegani - Maria Manalese
- Yves Lefebvre - Aldo Manalese
- Marc Porel - Sergio Manalese
- Philippe Baronnet - Luigi
- Karen Blanguernon - Theresa
- César Chauveau - Roberto
- Amedeo Nazzari - Tony Nicosia
- Sydney Chaplin - Jack
- Danielle Volle - Monique Sartet
- André Pousse - Malik
- Edward Meeks - căpitanul aeronavei
- Sally Nesbitt - doamna Evans
- Christian de Tillière - electricianul Jean-Marie Ballard
- Yves Brainville - magistratul
- Bernard Musson - jandarmul din timpul transferului lui Sartet

## Legături cu alte filme
Filmul a avut un mare succes comercial ca urmare a prezenței în distribuție a lui Gabin, Delon și Ventura, staruri de film ale acelui timp. Henri Verneuil a lucrat anterior cu Gabin și Delon la un alt thriller Mélodie en sous-sol. Ei vor colabora împreună la Deux hommes dans la ville, iar Delon îi va dedica Ne réveillez pas un flic qui dort lui Gabin.
Ventura a lucrat și el cu Delon și separat cu Gabin în alte câteva filme.
La acel moment, Delon a fost implicat într-un scandal din viața reală, afacerea Markovic, în care fostul său bodyguard, Stevan Markovic, a fost găsit ucis.